# Гречаный, Парфентий Карпович
Парфе́нтий Ка́рпович Греча́ный (21 ноября 1924 — 1 марта 1943) — участник Великой Отечественной войны, Герой Советского Союза, один из организаторов и руководителей подпольной антифашистской организации «Партизанская искра» в селе Крымка Первомайского района Николаевской области Украины.

## Биография
Родился в селе Крымка Одесской области УССР (ныне — Николаевская область, Первомайский район, Украина), в крестьянской семье. По национальности украинец. По окончании 9 классов Крымковской средней школы — секретарь комсомольской организации школы.
После оккупации села румынскими захватчиками, директором средней школы коммунистом В. С. Моргуненко, 17-летним секретарём комсомольской организации школы П. К. Гречаным и рядом других комсомольцев школы проводилась активная агитационно-организаторская работа среди учеников 8—10 классов и в феврале 1942 года на организационном собрании была создана антифашистская подпольная организация «Партизанская искра», восстановлена деятельность школьной комсомольской организации в условиях подполья.
Подпольная организация состояла в основном из комсомольцев-старшеклассников — жителей сёл Крымка, Кумари, Каменная Балка, Катеринка, Новоалександровка, Каменный Мост, Степковка Первомайского района (33 человека). Подпольную группу в с. Новоалександровка возглавляла Даша Дьяченко.
Под руководством Гречаного подпольщики саботировали приказы жандармерии и сельских управ, проводили диверсии во вражеском тылу. Ими была взорвана немецкая автомашина на дороге Первомайск — Доманёвка, уничтожено 6 немецких солдат и захвачено 5 винтовок и 20 гранат. Молодые патриоты не раз выводили из строя телефонную линию противника, пускали под откос эшелоны с живой силой и техникой на участке Врадиевка — Любашёвка.
Всё это послужило причиной арестов. Комитет организации «Партизанская искра» принял решение напасть на жандармерию и освободить арестованных товарищей, после чего соединиться с партизанами в Савранском лесу. Бой в ночь с 17 на 18 февраля 1943 года у жандармерии прошёл успешно, арестованных удалось освободить, но вслед за этим, уже 18 февраля, последовали массовые аресты подпольщиков. Гречаный скрывался в соседних сёлах, но 1 марта был выслежен и в ходе завязавшегося боя, не желая сдаваться фашистам, последней пулей застрелился.
В снятом в 1957 году по одноимённой повести Сергея Полякова фильме «Партизанская искра» приводится альтернативная история последних часов жизни и смерти Гречаного. По сюжету фильма арестованных юных подпольщиков ведут на казнь, но Парфентию Гречаному удалось бежать. Он переплывает через Южный Буг и, смертельно раненый, умирает на руках матери.
В июле 1944 года останки Парфентия Гречаного и других погибших подпольщиков были перезахоронены в братской могиле в с. Крымка, в парке, высаженном перед войной учащимися Крымковской средней школы. На месте захоронения установлен памятный обелиск.
Указом Президиума Верховного Совета СССР от 1 июля 1958 года за выдающиеся заслуги, мужество и героизм, проявленные в борьбе против немецко-фашистских захватчиков в период Великой Отечественной войны Парфентию Карповичу Гречаному посмертно присвоено звание Героя Советского Союза.

## Награды
- Медаль «Золотая Звезда» Героя Советского Союза (1.07.1958).
- Орден Ленина (1.07.1958).

## Память
- В селе Крымка Первомайского района Николаевской области Украины подпольщикам установлен обелиск и создан мемориальный музей[2], одна из улиц названа именем Парфентия Гречаного.
- Одна из улиц Первомайска названа именем Парфентия Гречаного.
- В 1957 году в прокат вышел фильм «Партизанская искра» по одноимённой повести Сергея Полякова[3].
- В 1975—1992 г.г. имя «Парфентий Гречаный» носил теплоход (балкер) Черноморского морского пароходства (Одесса)[4].